# فرهنگستان علوم نروژ
فرهنگستان علوم نروژ (نروژی:Det Norske Videnskaps-Akademi) که با حروف اختصاری: DNVA نیز شناخته می‌شود؛ در سال ۱۸۵۷م، تأسیس شده؛ و یک انجمن علمی مستقل میان رشته‌ای، با هدف حمایت از تحقیقات و انتشارات علمی در نروژ است.

## پیشینه
فرهنگستان علوم نروژ، در سوم ماه مه سال ۱۸۵۷م، برابر با یکشنبه، ۱۳ اردیبهشت ۱۲۳۶خ. با نام انجمن علمی، در پایتخت نروژ که در آن زمان  کریستینیا نامیده می‌شد گشایش یافت و در سال ۱۹۲۴م، به فرهنگستان علوم نروژ، تغییر نام داد.
این فرهنگستان از اعضای نروژی و غیر نروژی تشکیل شده و دارای ۲ شاخه اصلی، یکی علوم طبیعی و ریاضی؛ و دیگری فلسفه و تاریخ است. هر یک از شاخه‌های اصلی، به نوبه خود به بخش‌های کوچکتری بر اساس موضوع مربوط تقسیم می‌شوند. مدیریت فرهنگستان علوم نروژ، بر عهده یک هیئت علمی منتخب است و آقای هانس پتر گراور، از سال ۲۰۱۹م، رئیس این هیئت بوده‌است.
فرهنگستان علوم نروژ، مسئول اعطای جایزه آبل در ریاضیات و  جوایز کاولی در اخترفیزیک، علوم اعصاب و فناوری نانو است.
این فرهنگستان ضمن داشتن سرمایهٔ در گردش و تأمین هزینه اصلی از محل بودجهٔ سالانه دولت نروژ، از یکسری شرکت‌ها، نهادهای رسمی و صندوق‌های مرتبط با آنها، از جمله شرکت نفت و گاز نروژ، بنگاه فریچوف نانسن و وزارت آموزش و پژوهش نروژ کمک مالی دریافت می‌کند.
دفتر اصلی فرهنگستان علوم نروژ،در یکی از مجلل‌ترین نقاط اسلو در یک ساختمان دو طبقه با زیربنایی بالغ بر ۶۰۰ متر مربع، که بین سال ۱۸۸۶ تا ۱۸۸۷م، توسط استاد معمار سرشناس نروژ هانس راسموس آستروپ بنا شده، واقع شده‌است.

## یادداشت
1. ↑   Drammensveien 78